# Ảo thuật

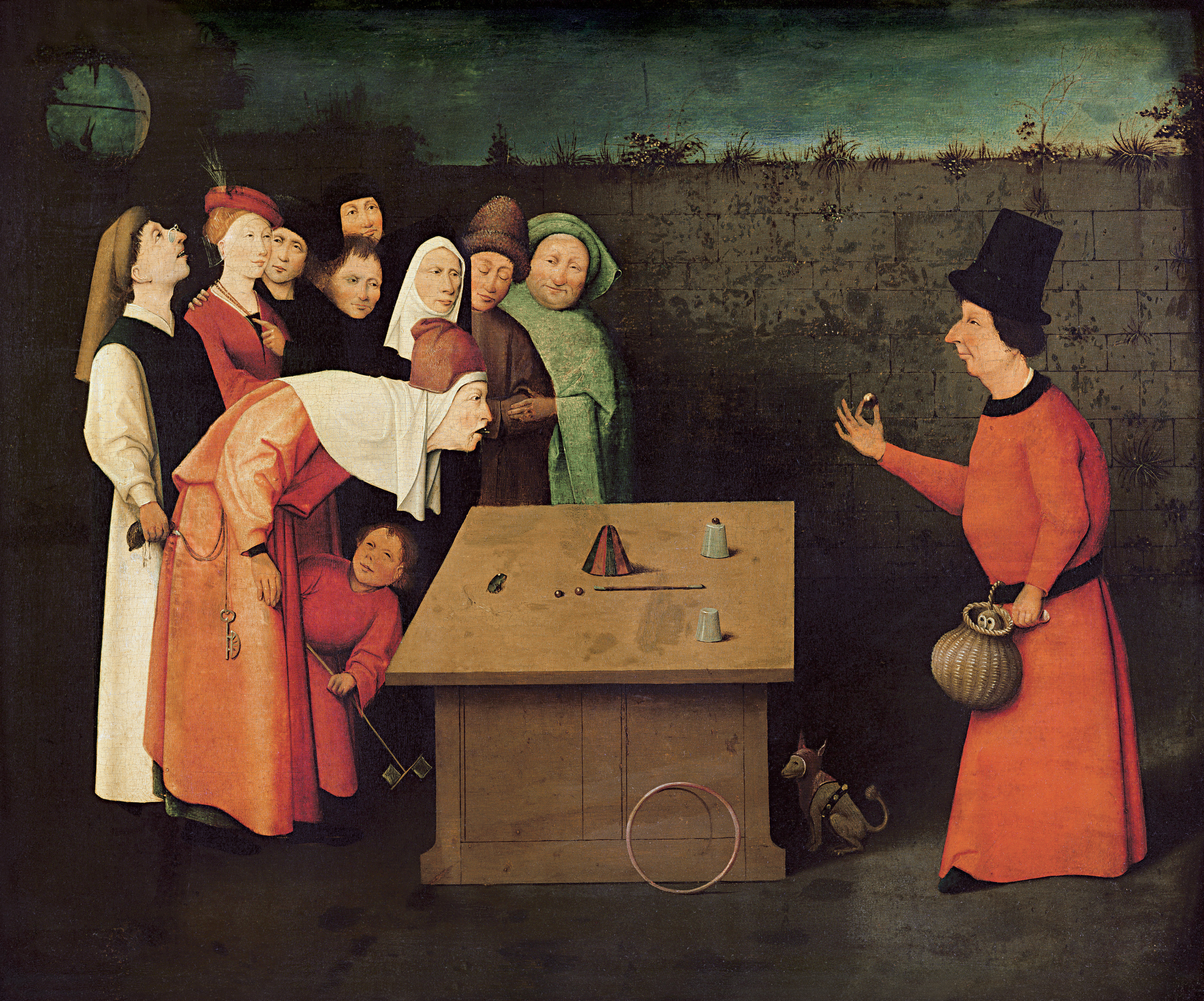
Hieronymus Bosch: Ảo thuật gia, 1475-1480

Ảo thuật (Nôm: 幻術; Anh: Magic) là loại hình nghệ thuật trình diễn sử dụng sự đánh lừa về mặt thị giác bằng những kỹ xảo hoặc đạo cụ đặc biệt nhằm tạo ra những hiện tượng biến hoá kỳ lạ, gây ngạc nhiên cho khán giả. Đặc điểm chính của môn ảo thuật là tính phi lý, lạ thường. Những gười biểu diễn ảo thuật được gọi là ảo thuật gia.
Ảo thuật được phân loại theo một vài tiêu chí. Dựa vào tính chất của trò diễn, có thể phân loại thành ba dạng: ảo thuật đen, ảo thuật trắng và ảo thuật fakir. Cũng có thể phân loại ảo thuật theo đặc điểm của sân khấu: sân khấu vuông, khán giả xem một mặt; sân khấu tròn, khán giả xem ba hoặc bốn mặt; sân khấu thính phòng, các đạo cụ nhỏ thích hợp với số ít khán giả. Ngoài ra còn có cách phân loại theo cỡ đạo cụ, hình dáng đạo cụ, kiểu biến hóa.
Các ảo thuật gia không chỉ cần giỏi về kỹ xảo mà còn cần khéo léo, biết cách hấp dẫn khán giả, kết hợp các yếu tố tâm lý.
Trong tiếng Anh, từ magic vừa chỉ đến ma thuật vừa chỉ đến ảo thuật, vì vậy ảo thuật còn được gọi là ma thuật sân khấu.